# Curva de Preston

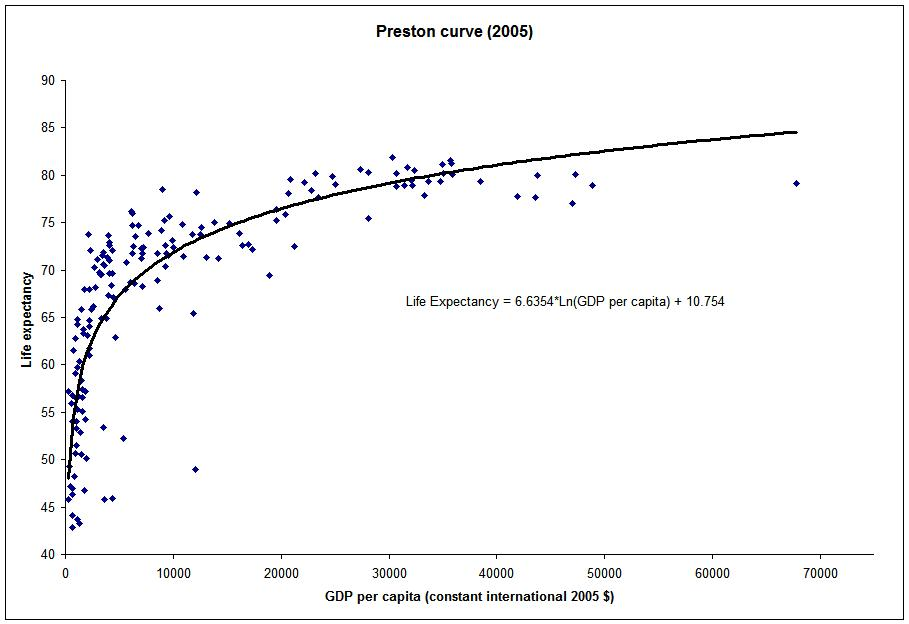
La curva de Preston, usando datos del año 2005. El eje de abscisas muestra el PIB per cápita en dólares constantes y el eje de ordenadas la esperanza de vida al nacer. Cada punto representa un país.

La curva de Preston es una relación empírica de sección cruzada entre la expectativa de vida y la renta real per cápita. Fue Samuel H. Preston quien expusiera la relación en un artículo titulado "The Changing Relation between Mortality and Level of Economic Development", publicado en el año 1975 en la revista Population Studies. Preston estudió la relación en las décadas de 1900, 1930 y 1960. En un trabajo más reciente amplió su investigación.